# إلهان نيو
إلهان نيو (بالكورية: 유일한)‏ (15 يناير 1895 في بيونغيانغ - 11 مارس 1971 في سول) رائد أعمال من كوريا الجنوبية.